# 291 (magazine)
291 est une revue artistique et littéraire publiée à New York de mars 1915 à mars 1916 : six pages de grand format (29 × 44 cm) sur papier de qualité et fondée par le photographe Alfred Stieglitz, le peintre Marius de Zayas, Agnes Ernst Meyer et Paul Haviland, riche industriel. Le titre de la revue reprend celui de la galerie de Stieglitz sise au 291 de la 5e avenue.

## Histoire
Alfred Stieglitz est l’un des promoteurs artistiques les plus actifs au monde au début des années 1910. Photographe renommé, il dirige le magazine Camera Work. Après l'Armory Show en 1913, un trio d'artistes (de Zayas, Meyer et Haviland) se réunissent autour de lui dans sa galerie, encouragés par son intérêt récent pour la promotion d'autres formes d'art. En janvier 1915, ils proposent l'idée de créer un nouveau magazine qui présenterait l'art le plus avant-gardiste d'Europe et des États-Unis.
Initialement destinée à attirer l'attention sur la galerie du même nom de Stieglitz (291), la revue est rapidement devenue une œuvre d'art en soi. Le magazine a publié des œuvres d'art originales, des essais, des poèmes et des commentaires de Francis Picabia, John Marin, Max Jacob, Georges Ribemont-Dessaignes, de Zayas, Stieglitz et d'autres artistes et écrivains d'avant-garde de l'époque. Cette publication est celle qui a introduit la poésie visuelle aux États-Unis.
Stieglitz a fait imprimer 500 exemplaires supplémentaires du numéro 7-8, qui présentait sa photographie The Steerage. Comme l'image avait récemment été publiée pour la première fois et avait suscité des commentaires très positifs, il s'attendait à une énorme demande pour cette image. La demande ne s'est pas concrétisée et aucun des exemplaires supplémentaires n'a été vendu.
Seuls douze numéros de 291 ont été publiés, mais trois des livraisons étaient des numéros doubles, de sorte que seules neuf livraisons ont été imprimées. La revue n’a jamais attiré un large public et les coûts de production élevés sont devenus trop lourds à supporter. Stieglitz avait des centaines d'exemplaires invendus dans sa galerie lorsqu'il la ferme en 1917. En 1917, Francis Picabia fonde à Barcelone la revue 391, titre inspiré de 291.

## Galerie

Page couverture de quelques numéros
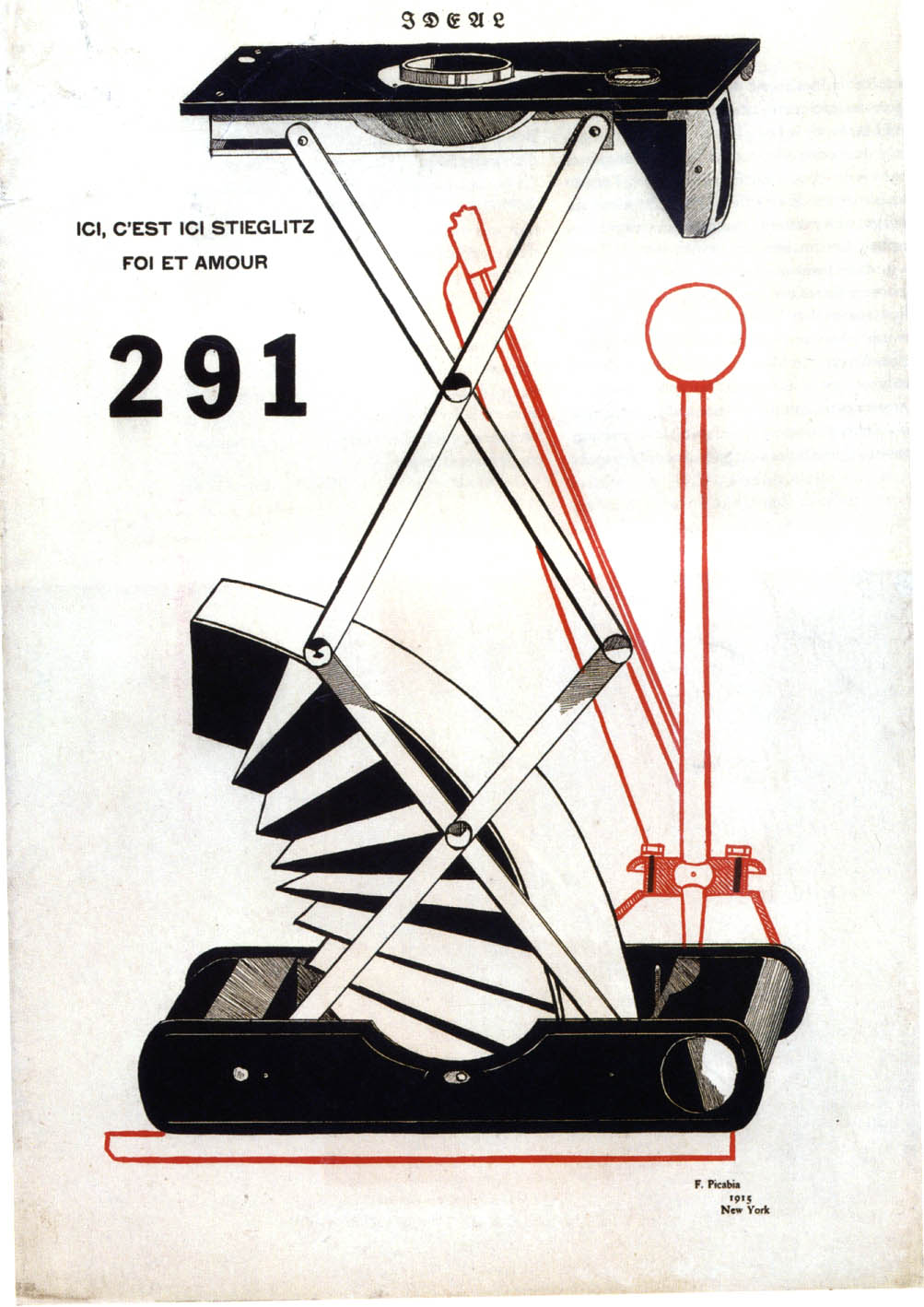
Francis Picabia, Ici, c'est ici Stieglitz, foi et amour, couverture du 291, no 1, 1915
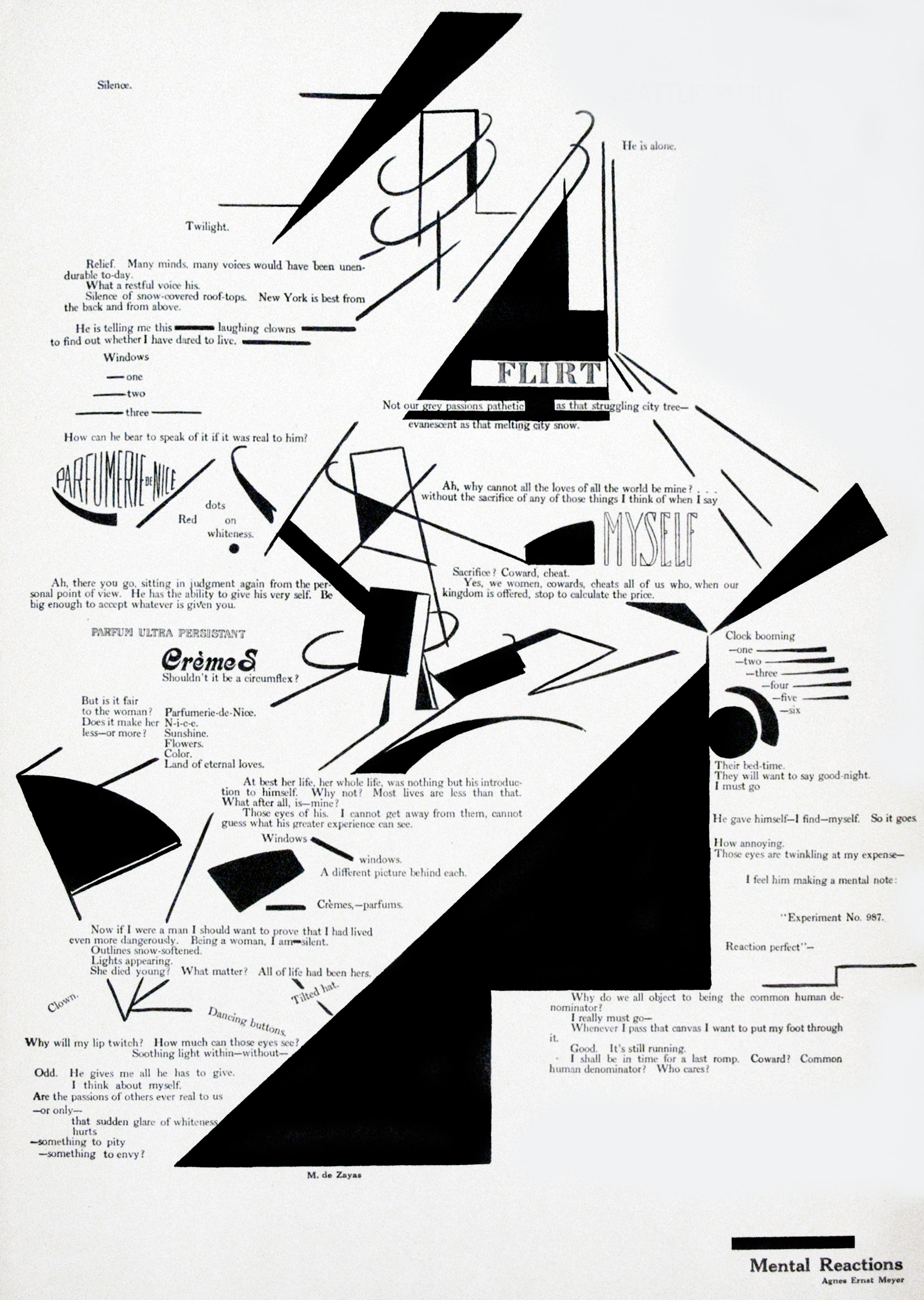
Réactions mentales, poème d'Agnes Ernst Meyer ; dessin de Marius de Zayas (publié dans 291, no 2, 1915)
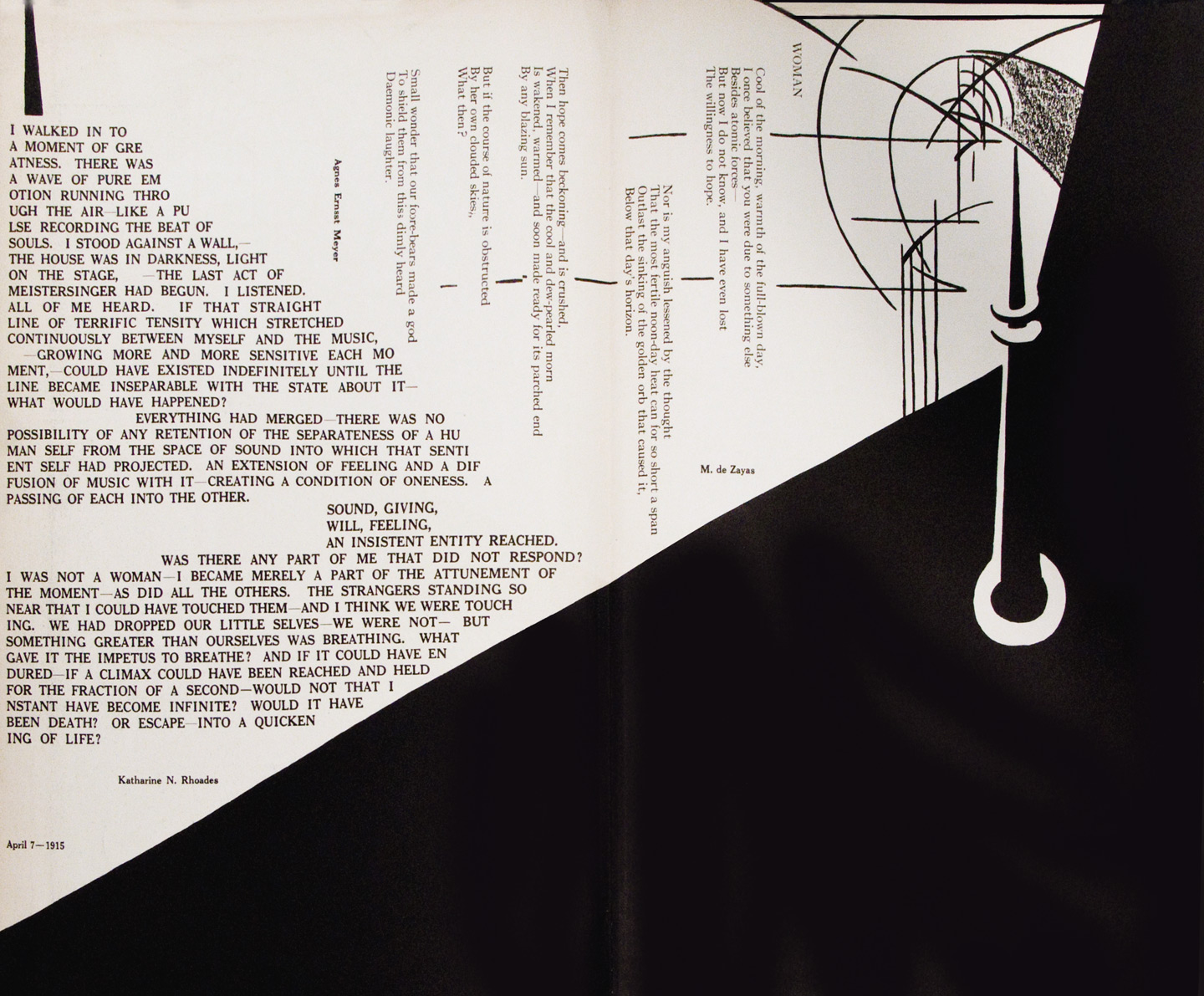
Poèmes de Katharine Rhoades et Agnes Ernst Meyer; dessin de Marius de Zayas (publié dans 291, no 3, 1915)
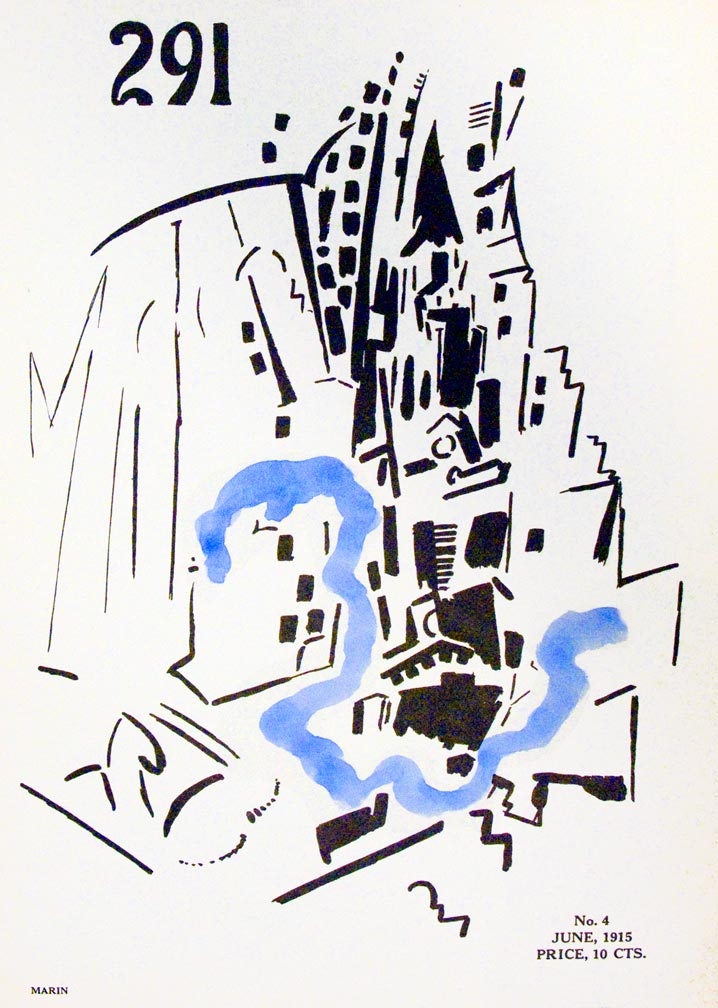
Couverture du 291, no 4, 1915; illustration de John Marin
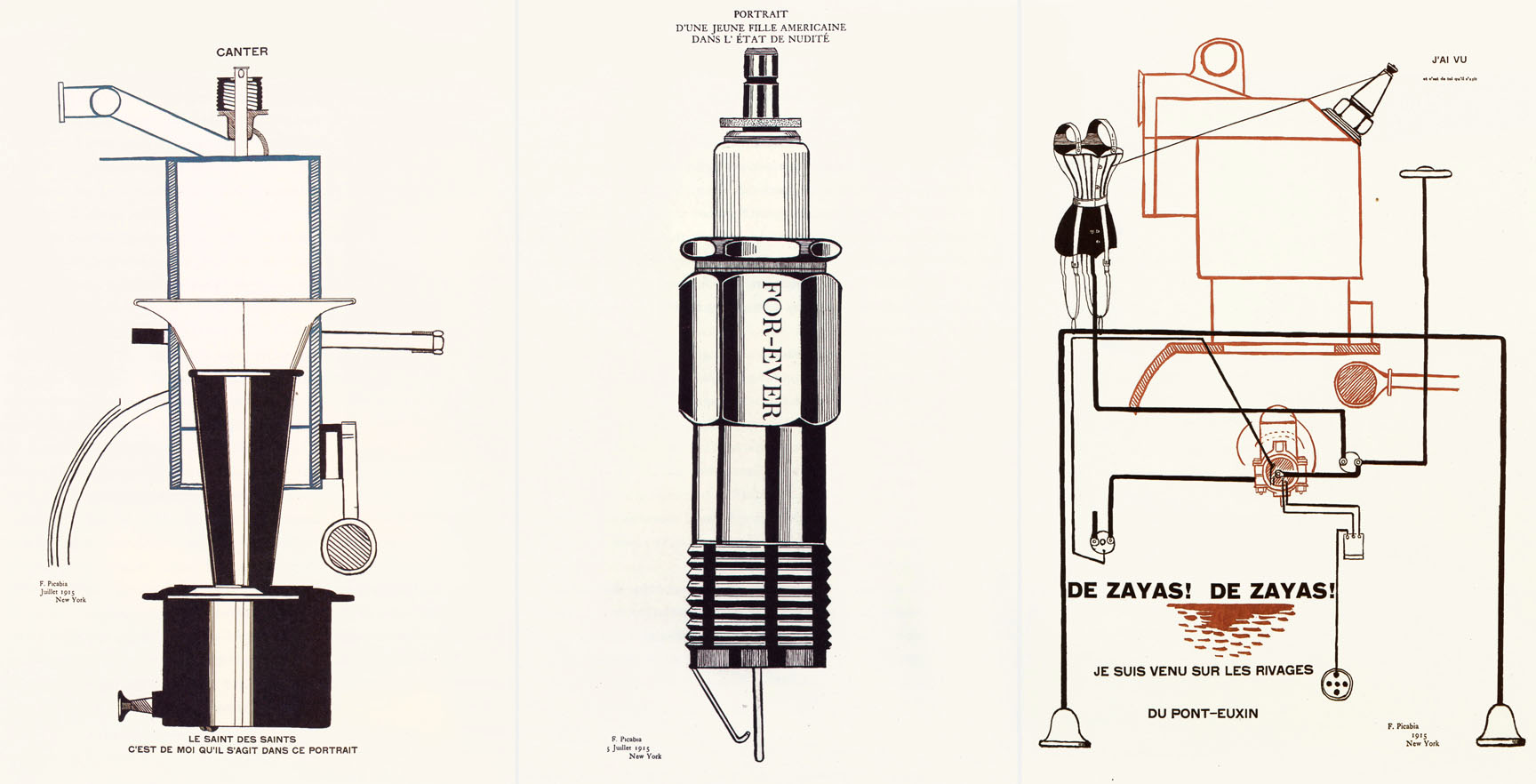
Canter, Portrait d'une Jeune Fille Américaine dans l'État de Nudité, et J'ai Vu, dessins de Francis Picabia; 291, no 5-6, p. 2-4, 1915